# MTV Europe Music Award za nejlepší World Stage
Seznam výherců a nominovaných MTV Europe Music Awards v kategorii Nejlepší World Stage.

## 2000 - 2009
| Rok  | Vítěz       | Nominovaní                                        |
| ---- | ----------- | ------------------------------------------------- |
| 2009 | Linkin Park | - Coldplay - Kid Rock - Kings of Leon - Lady Gaga |

## 2010 - 2019
| Rok  | Vítěz              | Nominovaní |
| ---- | ------------------ | --- |
| 2010 | Tokio Hotel        | - 30 Seconds to Mars - Gorillaz - Green Day - Muse - Katy Perry |
| 2011 | 30 Seconds to Mars | - The Black Eyed Peas - Enrique Iglesias - Kings of Leon - Linkin Park - Ozzy Osbourne - Snoop Dogg - Diddy – Dirty Money - My Chemical Romance - Arcade Fire                                                                  |
| 2012 | Justin Bieber      | - Arcade Fire - Arctic Monkeys - B.o.B - Evanescence - Flo Rida - Jason Derulo - Joe Jonas - Kasabian - Kesha - LMFAO - Maroon 5 - Nelly Furtado - Red Hot Chili Peppers - Sean Paul - Snoop Dogg - Snow Patrol - Taylor Swift |